# Học viện Kinh doanh ACLEDA
Học viện Kinh doanh ACLEDA (AIB) là một đại học kinh doanh ở Phnôm Pênh và là công ty con của Ngân hàng ACLEDA, tổ chức tài chính lớn nhất Campuchia . 

## Các chương trình giảng dạy
Học viện Kinh doanh ACLEDA là sự chuyển đổi của Trung tâm Đào tạo ACLEDA cũ (ATC). Năm 2012, Trung tâm Đào tạo ACLEDA được thành lập nhằm đào tạo nguồn nhân lực cho Ngân hàng ACLEDA nhưng đồng thời cũng đào tạo cho những người từ bên ngoài Tập đoàn. Tính đến năm 2015, đã có 186 khóa học với khoảng 5.000 học viên.
AIB bắt đầu triển khai chương trình giảng dạy Bằng Cử nhân và Bằng Cao đẳng về Tài chính Ngân hàng từ năm 2016. Học viện Kinh doanh ACLEDA đào tạo các cấp độ Cao đẳng, Cử nhân trong các lĩnh vực kinh doanh, ngân hàng và tài chính. Hiện trường có tổng số 908 sinh viên, trong đó 614 người đang theo học chương trình cử nhân và 191 người theo học chương trình liên kết. 103 người khác đang tham gia Lớp học Tiếng Anh Tổng quát. 

## Khuôn viên
Khuôn viên AIB rộng 7,57 ha và bao gồm sáu tòa nhà: căng tin, hiệu sách, thư viện, sân bóng đá, sân bóng chuyền và bóng rổ và các cơ sở khác. Học viện được xây dựng với sức chứa 627 nhân viên và 2.866 sinh viên mỗi kỳ học. 
Khuôn viên được xây dựng theo lối kiến trúc xanh. Gạch bông với thạch cao được sử dụng cho cả hai mặt cho các bức tường cả trong lẩn ngoài. Vòi nước của trường có lưu lượng thấp và nước sẽ được tái chế. Khuôn viên của trường đã nhận được chứng chỉ Excellence in Design for Greater Efficiencies - EDGE) cao nhất. 

## Công nhận
Học viện Kinh doanh ACLEDA là cơ sở giáo dục đại học được đăng ký và công nhận chính thức bởi Chính phủ Hoàng gia Campuchia .
Học viện này được Bộ trưởng Bộ Kinh tế Aun Pornmoniroth khuyến khích giúp Campuchia “tăng cường và phát triển năng lực nguồn nhân lực và đào tạo chuyên môn” trong lĩnh vực kế toán, ngân hàng và tài chính. 